# رومولوس وريموس وكاليسي
رومولوس وريموس (بالإنجليزية: Romulus and Remus) هما اثنان من الذئاب الرمادية المعدلة وراثيًا المولدة من قِبل شركة كولوسال بايوساينسز في 1 أكتوبر 2024، بهدف تكرار النمط الظاهري للذئب الرهيب المنقرض (أينوسيون ديروس). إلى جانب ذئبة أنثى تدعى كاليسي (بالإنجليزية: Khaleesi) ولدت في وقت لاحق في 30 يناير 2025، تدعي شركة كولوسال أن الذكرين يمثلان أول أمثلة حية للنوع منذ انقراضه منذ حوالي 10،000 عام.
أعاد العلماء كتابة 14 جينًا رئيسيًا في الخلية السلفية البطانية للذئب الرمادي للتعبير عن 20 سمة من سمات الذئب الرهيب، وهذا يعني أنه «لم يتم دمج الحمض النووي القديم للذئب الرهيب في جينوم الذئب الرمادي». كان الإعلان العام عن ولادتهم في أبريل 2025 موضع اهتمام عام كبير.

## جينيسيس
استُخدمت عينات الحمض النووي القديمة من مصدرين لإنتاج هذه الذئاب الرمادية، التي تُعرف باسم الذئاب الرهيبة المُعاد إحياؤها، وهما: سنّ عمره 13،000 عام اكتُشف في كهف شيريدن، وهو موقع أثري من العصر الجليدي في مقاطعة واياندوت، شمال غرب أوهايو، وعظمة أذن عمرها 72،000 عام اكتُشفت في أميركان فولز، أيداهو. وصرح علماء شركة كولوسال بيوساينسز بأنه بدلاً من إدخال الحمض النووي القديم مباشرةً في الحيوانات الحديثة، فقد حددوا ما يقارب عشرين تعديلاً وراثياً في أربعة عشر جيناً تُميز الذئاب الرهيبة عن الذئاب الرمادية الحديثة.
قام الفريق العلمي بعزل الخلايا السلفية البطانية (EPCs) من عينات دم ذئب رمادي، ثم استخدموا تقنية تحرير الجينات (CRISPR) لتعديل 14 جينًا للتعبير عن 20 سمة تزعم الشركة وجودها في الذئاب الرهيبة، بما في ذلك حجم جسم أكبر، ورأس أعرض، ولون فراء أبيض. نُقلت هذه النوى المعدلة إلى بويضات منزوعة النواة، والتي تطورت إلى جنين في ظروف معملية. من 45 بويضة معدلة وراثيًا، زُرعت ثلاثة أجنة قابلة للحياة بنجاح في كلاب أمهات بديلة.
تم اختيار الأمهات البديلات من سلالات الكلاب المنزلية المختلطة، نظرًا لصحتها العامة وحجمها المناسب لاستيعاب جراء الذئاب الرهيبة الكبيرة. لعبت إحدى الأمهات البديلات، وهي كلبة منزلية تُدعى سكايلا، دورًا محوريًا في المشروع. خضعت حالات الحمل لمراقبة مستمرة بالموجات فوق الصوتية أسبوعيًا، وتمت جميع الولادات الثلاث بعملية قيصرية مُخطط لها مسبقًا لتقليل المضاعفات.

## الخصائص والنمو
وُلِد رومولوس وريموس في الأول من أكتوبر عام 2024، ويعيشان في محمية بيئية آمنة مساحتها 2000 فدان داخل الولايات المتحدة، محاطة بسياج بارتفاع 10 أقدام، في موقع غير مُعلن لحمايتهما من أي إزعاج. تشمل المنشأة منطقة أصغر مساحتها ستة أفدنة تضم عيادة بيطرية، وملجأً للطقس القاسي، وأوكارًا طبيعية. ويخضعان لإشراف بيطري على مدار الساعة. سُمّيا رومولوس وريموس تيمنًا بالأخوين التوأمين الأسطوريين اللذين أسسا روما، وفي الأساطير الرومانية، أُرضعا من ذئبة في صغرهما. وعندما كانا صغيرين، التُقطت لهما صورة وهما يستريحان على دعامة العرش الحديدي الأصلية من مسلسل «صراع العروش».
يتكون نظامها الغذائي من لحوم الغزلان ولحوم الأبقار والخيول، بالإضافة للحوم العضوية والمكملات الغذائية المتخصصة. في البداية، كانت تتغذى على اللحم المهروس بعد الفطام، أما الآن فتتلقى حصصًا كاملة تُمكّنها من ممارسة سلوكيات التمزيق الطبيعية. لم تُزوَّد الذئاب بفرائس حية، مع أن العاملين أشاروا إلى عدم ملاحظتهم أي تفاعلات مع الحيوانات البرية الصغيرة التي قد تدخل حظيرتها.
وقد أدت تعديلاتهم الجينية إلى عدة اختلافات جسدية رئيسية عن الذئاب الرمادية، بما في ذلك الفراء الأبيض والأصوات المميزة، وخاصة تلك التي تحمل أنماط عواء فريدة من نوعها. من الناحية المورفولوجية، تمتلك الذئاب حجم جسم إجمالي أكبر مع بنية كتف «أكثر قوة»، وشكل رأس أوسع، وأسنان وفكين أكبر، وأرجل أكثر عضلية. من الناحية السلوكية، أظهرت الذئاب ميولاً طبيعية للذئاب منذ الولادة، بما في ذلك العواء المبكر (يبدأ في عمر أسبوعين تقريبًا)، وسلوكيات المطاردة والصيد، والحذر الطبيعي من البشر. على عكس الكلاب المستأنسة، فإنها تحافظ على مسافة من الناس، بما في ذلك مدربيها، وتظهر سلوكيات التراجع المميزة للذئاب عند الاقتراب منها.
استناداً إلى أبحاث جينية غير خاضعة للمُراجعة، تزعم شركة كولوسال أن لون فراء الذئاب الرهيبة كان شاحبًا. أما فراء الجراء الأبيض، فينتج عن جين تلوين فراء مُعبَّر عنه لدى الكلاب، والذي اختير كبديل للجين الأصلي المزعوم، والذي يحمل «خطر العمى والصمم». 
وبحلول الشهر السادس من العمر، بلغ طول الذئاب الذكور ما يقرب من أربعة أقدام وبلغ وزن كل واحد منهم حوالي 36.3 كجم. ومن المتوقع أن يصل طولها إلى ستة أقدام ووزنها إلى 68 كجم عند النضج الكامل.
ولدت شقيقتهم كاليسي في 30 يناير 2025. تم تسميتها تكريمًا لشخصية دنيرس تارجارين من مسلسل صراع العروش. يتم الاحتفاظ بالذئاب الثلاثة الرهيبة كقطيع صغير.

## القيود
في حين أن الذئاب تتلقى رعاية شاملة، فإن ظروف معيشتها تفرض قيودًا مقارنة بالموائل الطبيعية للذئاب. إن أراضيهم المحدودة وحجم قطعانهم الصغيرة لا تحاكي البنية الاجتماعية الطبيعية للذئاب أو احتياجات النطاق. علاوة على ذلك، فإن التكيفات المتخصصة في الصيد لدى الذئاب الرهيبة —والتي يُعتقد أنها استهدفت حيوانات العصر الجليدي الضخمة مثل الماموث الكولومبي، والبيسون ما قبل التاريخ مثل البيسون العملاق، والبيسون العتيق، والظباء القزمة، والكسلان الأرضي العملاق مثل الميجالونيكس، وكسلان هارلان الأرضي، والماستودون الأمريكي والخيول البرية مثل الحصان المكسيكي، والحصان الغربي، وحصان هاجمان— لا يمكن تحقيقها في بيئتها الحالية.[إخفاق التحقق]